# Malali Koppa, Hosanagara
Malali Koppa là một làng thuộc tehsil Hosanagara, huyện Shimoga, bang Karnataka, Ấn Độ.